# Mitsou
Mitsou Annie Marie Gélinas (Loretteville (hedendaags Quebec), 1 september 1970) beter bekend onder haar pseudoniem Mitsou is een Canadees actrice en zangeres.

## Discografie

### Albums
| Jaar | Albumtitel       |
| ---- | ---------------- |
| 2002 | Vibe             |
| 1999 | Mitsou (Éponyme) |
| 1997 | La Collection    |
| 1996 | Noel             |
| 1994 | Ya Ya            |
| 1993 | Tempted          |
| 1992 | Mitsou           |
| 1992 | Heading West     |
| 1990 | Terre des Hommes |
| 1988 | El Mundo         |